# Praça Wilson Joffre Soares dos Santos
A Praça Wilson Joffre Soares dos Santos é um espaço público do município paranaense de Cascavel, localizada entre as ruas 7 de Setembro, Rio Grande do Sul, Castro Alves e São Paulo, na área central da cidade.

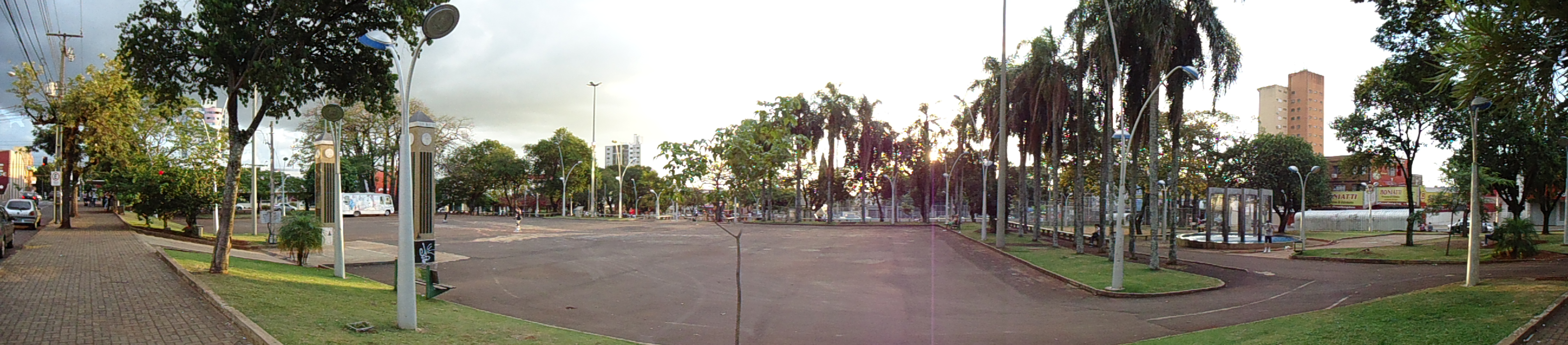
Panorâmica da Praça Wilson Joffre

## Histórico
Inaugurada em 14 de novembro de 1967, dia em que Cascavel comemorava 15 anos de emancipação, a praça passou por várias remodelações, a última delas em 2008. Chegou a ter um pequeno zoológico, transferido depois para o Complexo do Lago.

## Estrutura
Com 12 100 metros quadrados, conta com quadras poliesportivas, quadra de areia, espiribol, peteca, academia para 3ª idade, playground, bancos, sanitários e um painel artístico de 22m² com técnicas Etruscas.

## Homenageado
Primeiro médico de Cascavel, Wilson Joffre Soares dos Santos foi também um empreendedor que lutou por melhores condições para a comunidade. Fundou o primeiro jornal e o primeiro hospital da cidade, o Nossa Senhora Aparecida, que funcionou até o final da década de 1970. Faleceu de câncer, no dia 24 de dezembro de 1966.
Em sua homenagem também foi batizada uma escola na cidade, o Colégio Estadual Wilson Joffre.

## Revitalização
Em 2021 foi iniciado um processo de reforma total da praça. As obras contemplam novo parque infantil, academia da terceira idade, mesa de xadrez, pergolado, deck de madeira, alambrado, bicicletário, novos bancos, floreiras, sanitários e vestiários, posto de higienização, posto da Guarda Municipal, rampas para deficientes, plantio de grama e árvores e novo paisagismo.